# Pentas lanceolata
Espèce
Synonymes
Manettia lanceolata (Forssk.) Vahl 
Neurocarpaea lanceolata (Forssk.) R.Br. 
 Ophiorrhiza lanceolata Forssk. (basionyme)
Pentanisia suffruticosa Klotzsch 
Pentas ainsworthii Scott-Elliot 
Psychotria arabica Klotzsch 
Sipanea carnea Neumann
Le Pentas lanceolata ou Penta lancéolé, Bouquet d'étoiles, Étoile égyptienne est une espèce de plantes à fleurs de la famille Rubiaceae du genre Pentas, originaire du nord-est de l'Afrique en zone tropicale.
Le penta lancéolé (souvent simplement nommé en jardinerie pentas) est cultivé comme plante ornementale en zone tropicale et en zone tempérée.

## Étymologie
Le nom de genre Pentas dérive du grec penta « cinq » en référence à sa fleur pentamère.
L'épithète spécifique lanceolata dérive du latin lanceola « petite lance » en référence à ses feuilles.

## Description

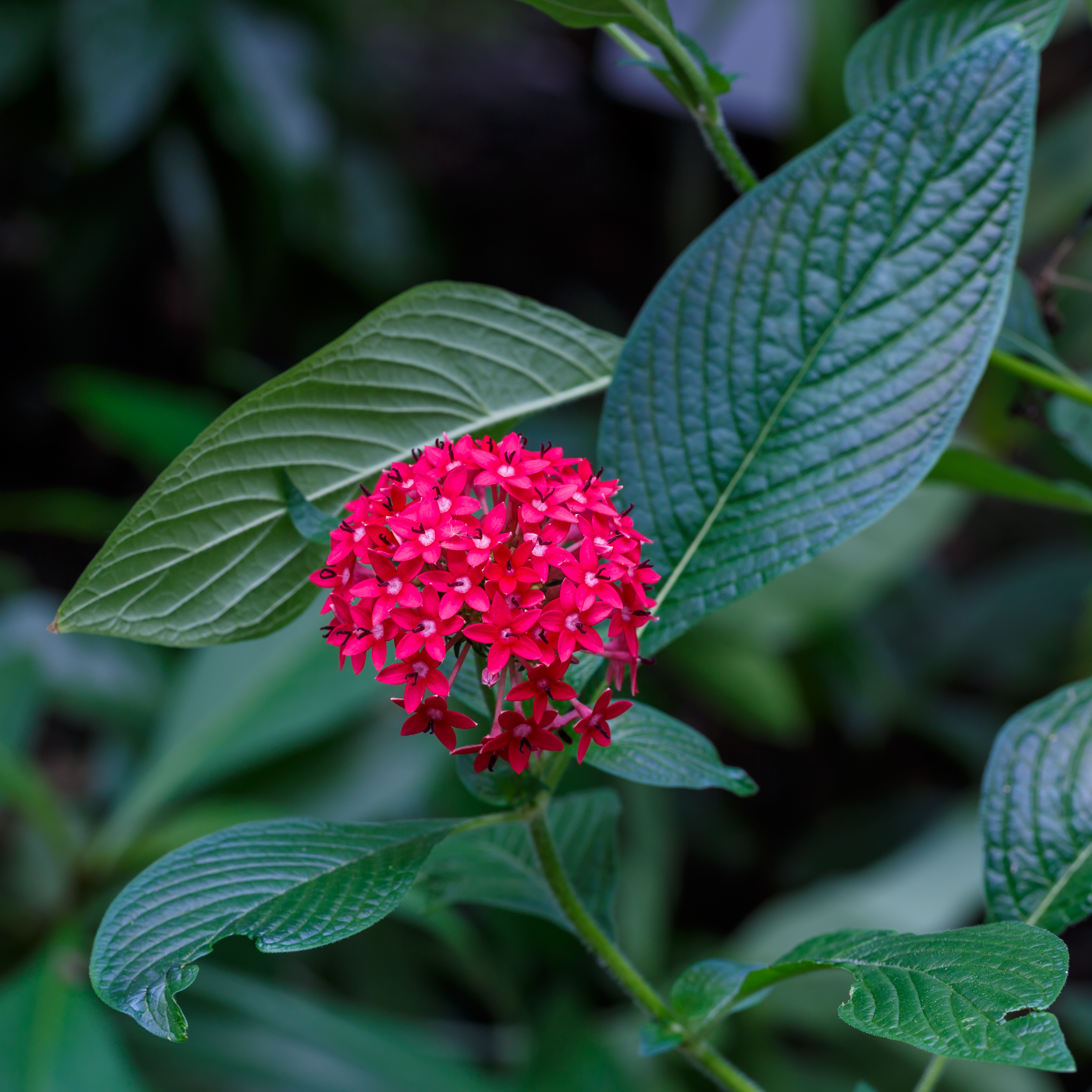
Pentas lanceolata

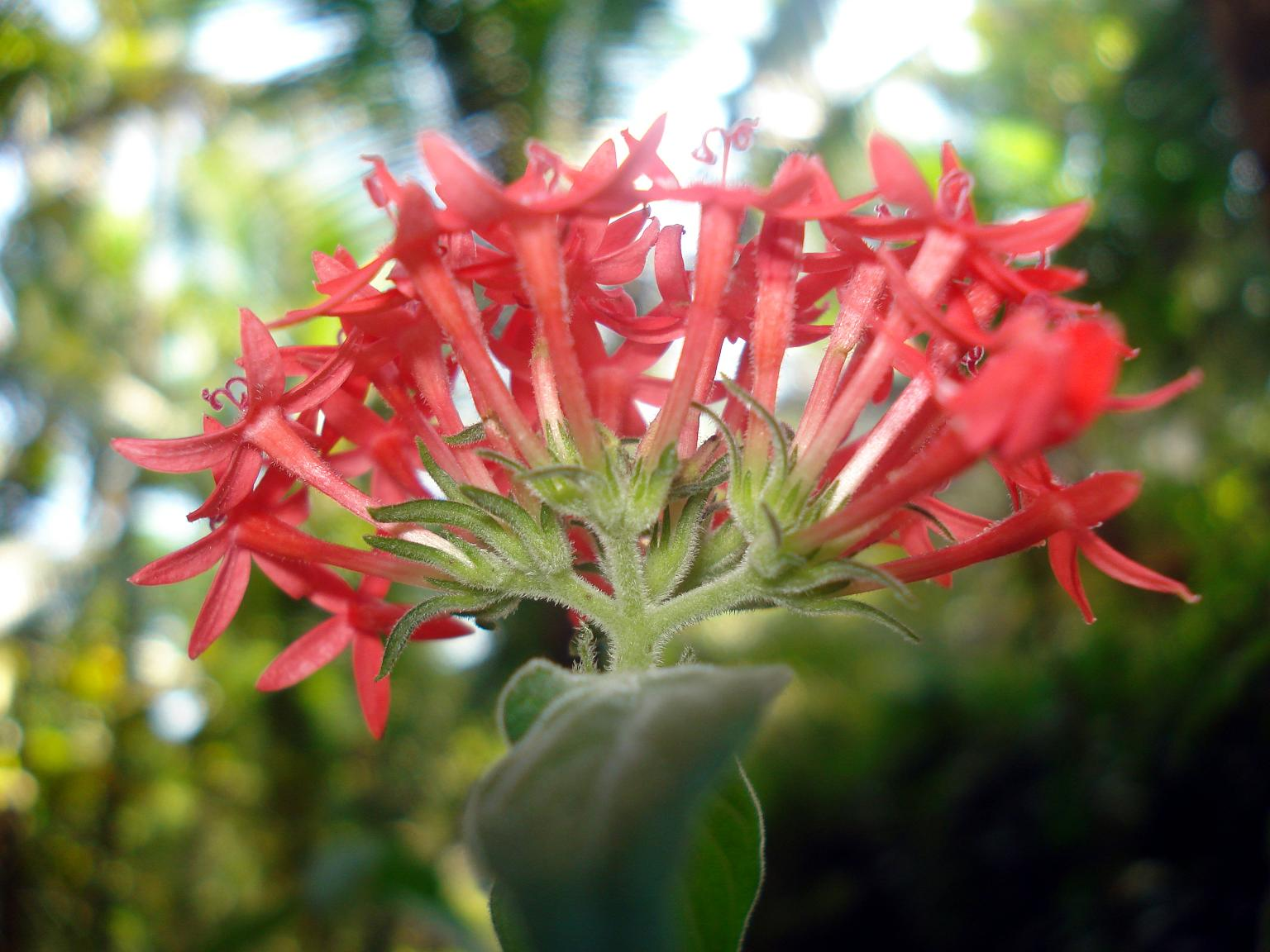
Inflorescence

Le penta lancéolé est un sous-arbrisseau de 30-90 cm de haut, au port dressé, assez compact.
Les feuilles opposées (ou en spirales de trois) sont lancéolées à ovales, vert foncé, brillantes, poilues, d'aspect gaufré, profondément veinés, de 8 à 10 cm de long sur 3 de large.
Les fleurs apparaissent en inflorescence de 10 cm sur un court pédicelle et forment des grappes arrondies de 20 fleurs ou plus au sommet des branches.  Les fleurs tubulaires, sessiles, sont à corolle de couleur rouge, blanc, lavande, violette, ou en nuances de rose et parfois bicolores. Le tube mince de 15-20 mm se termine par 5 lobes elliptiques de 3-4 mm. Il contient 5 étamines et un style bifide.
C'est au printemps qu'intervient la floraison qui se prolonge plusieurs mois, jusqu'aux froids. Il peut même arriver que la plante fleurisse en plein hiver si la lumière est suffisante.

## Répartition
Le penta lancéolé, découvert au Yémen, est présent le long de la côte du nord-est de l'Afrique en zone tropicale : Djibouti, Érythrée, Éthiopie, Soudan. Il se rencontre aussi à l'intérieur des terres au Kenya, Ouganda,  Rwanda, Congo, Malawi, Mozambique et Tanzanie
Il a été introduit dans de nombreuses régions tropicales : La Réunion, la Polynésie française, Mayotte, Guyane, la Nouvelle-Calédonie, par exemple.
Il est très en vogue dans jardins du sud des États-Unis.

## Culture
Le penta lancéolé est cultivé sous les tropiques et de plus en plus en régions tempérées. On peut alors le cultiver en intérieur ou en annuelle à l'extérieur.
Cette espèce est à croissance rapide. Un jeune sujet prend l'aspect d'une touffe de 30 à 40 cm de hauteur en 1 an. La plante peut atteindre 90 cm, mais on la maintient généralement aux environs de 45 cm en la rabattant au printemps.
Pour la culture en pots, le substrat doit être maintenu frais durant la période de croissance.
Le penta se multiplie par boutures terminales.
Les Pentas sont attrayants pour les papillons et les colibris. Ils sont souvent utilisés en pots où ils peuvent résister au plein soleil et ont besoin de peu ou pas de soins même dans des endroits chauds et secs.

## Usage médicinal
Les pentas sont utilisés comme plante médicinale en Afrique. L'écorce racinaire et les feuilles de certaines espèces sont utilisées sous forme d'onguent pour traiter mycoses et dermatoses et sous forme de décoction pour traiter les parasites intestinaux.

## Album

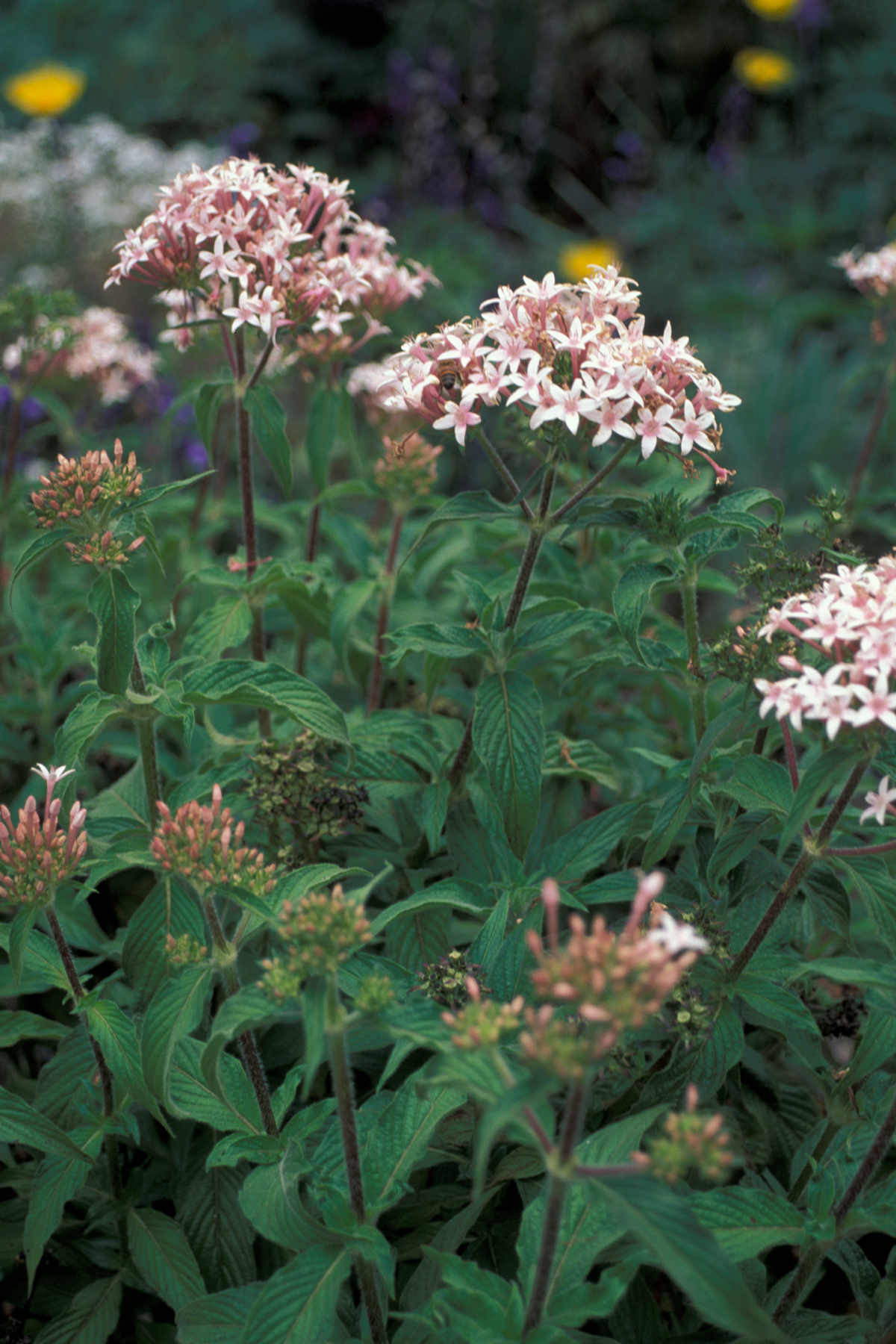
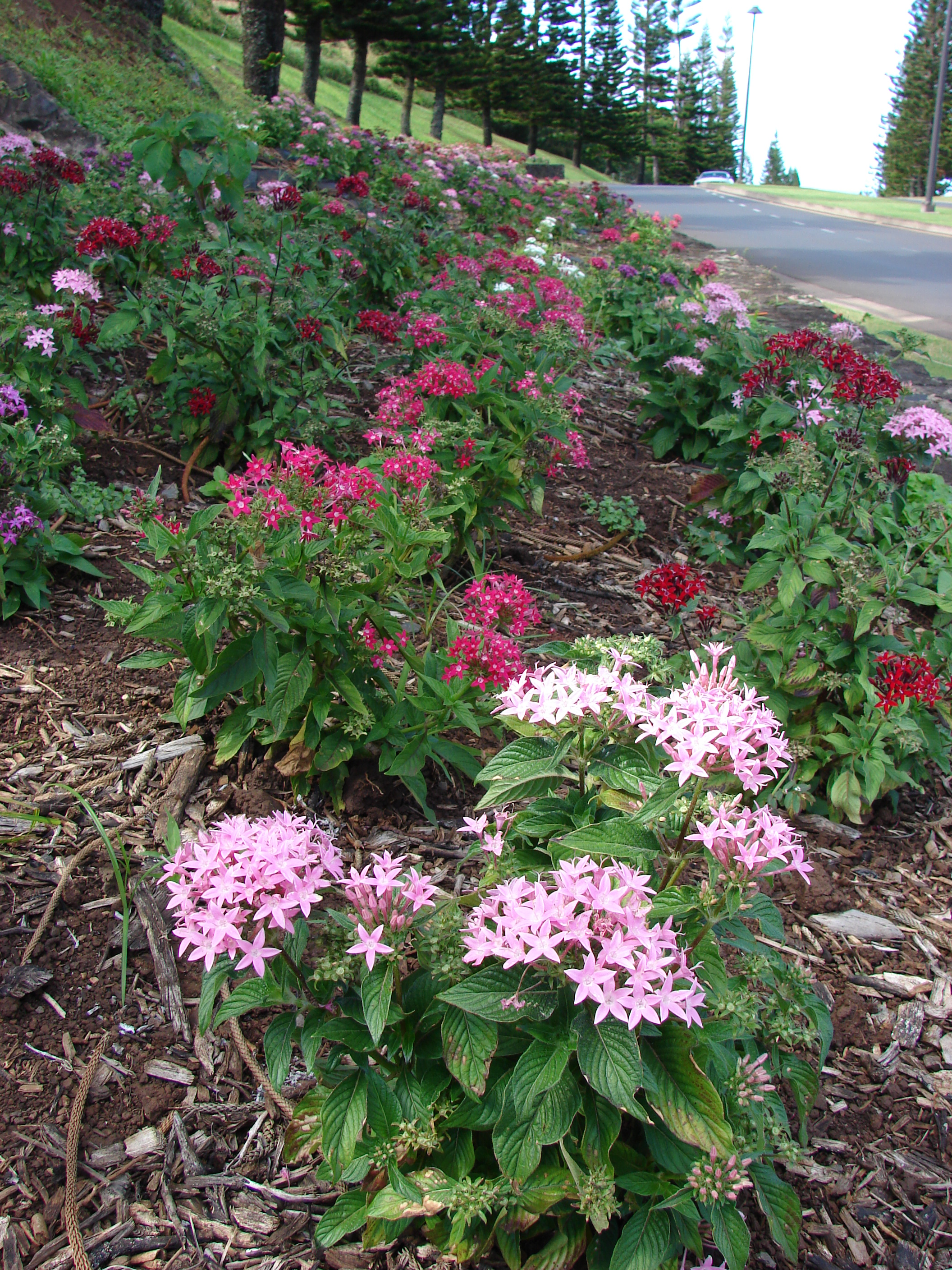
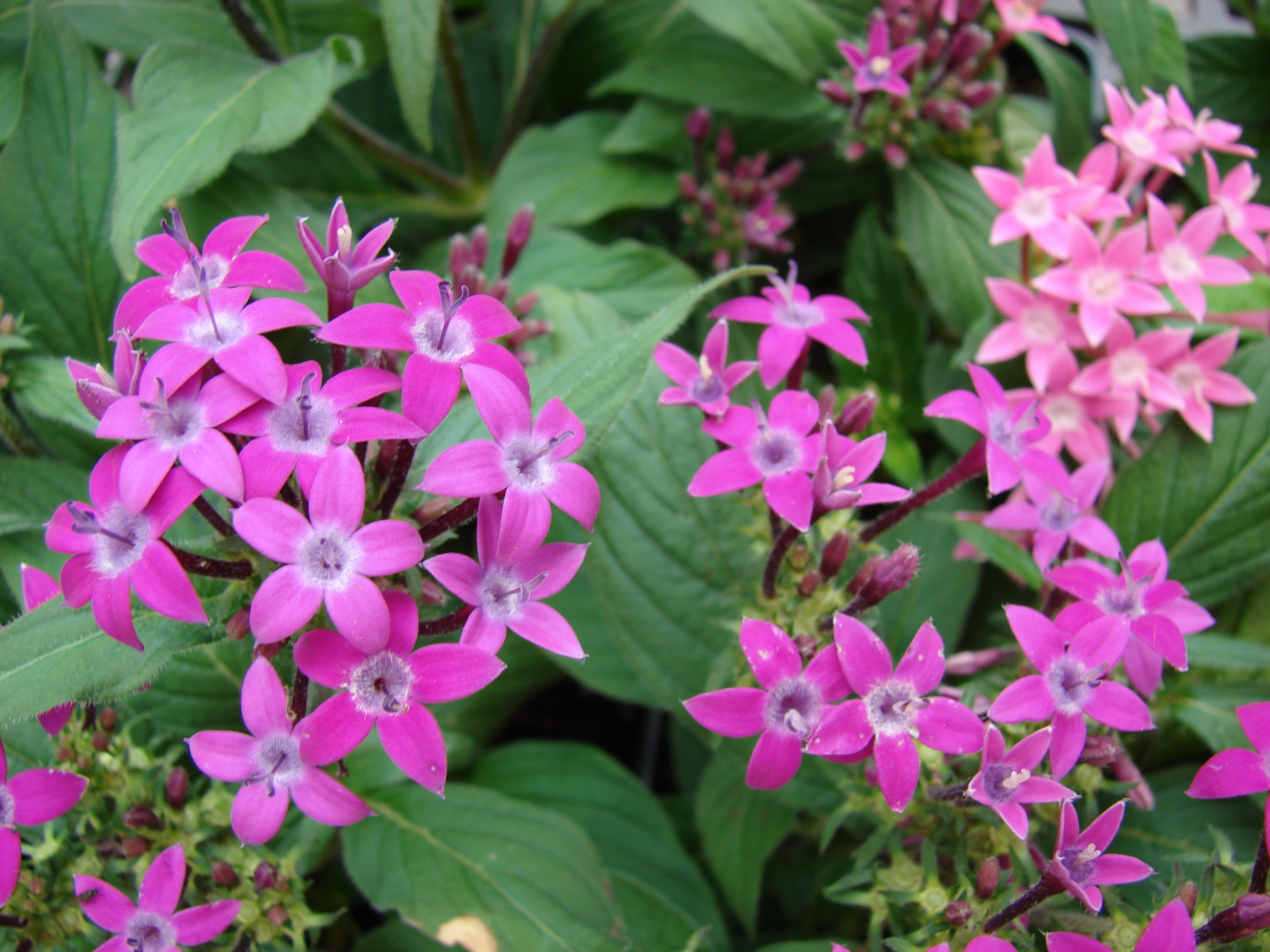
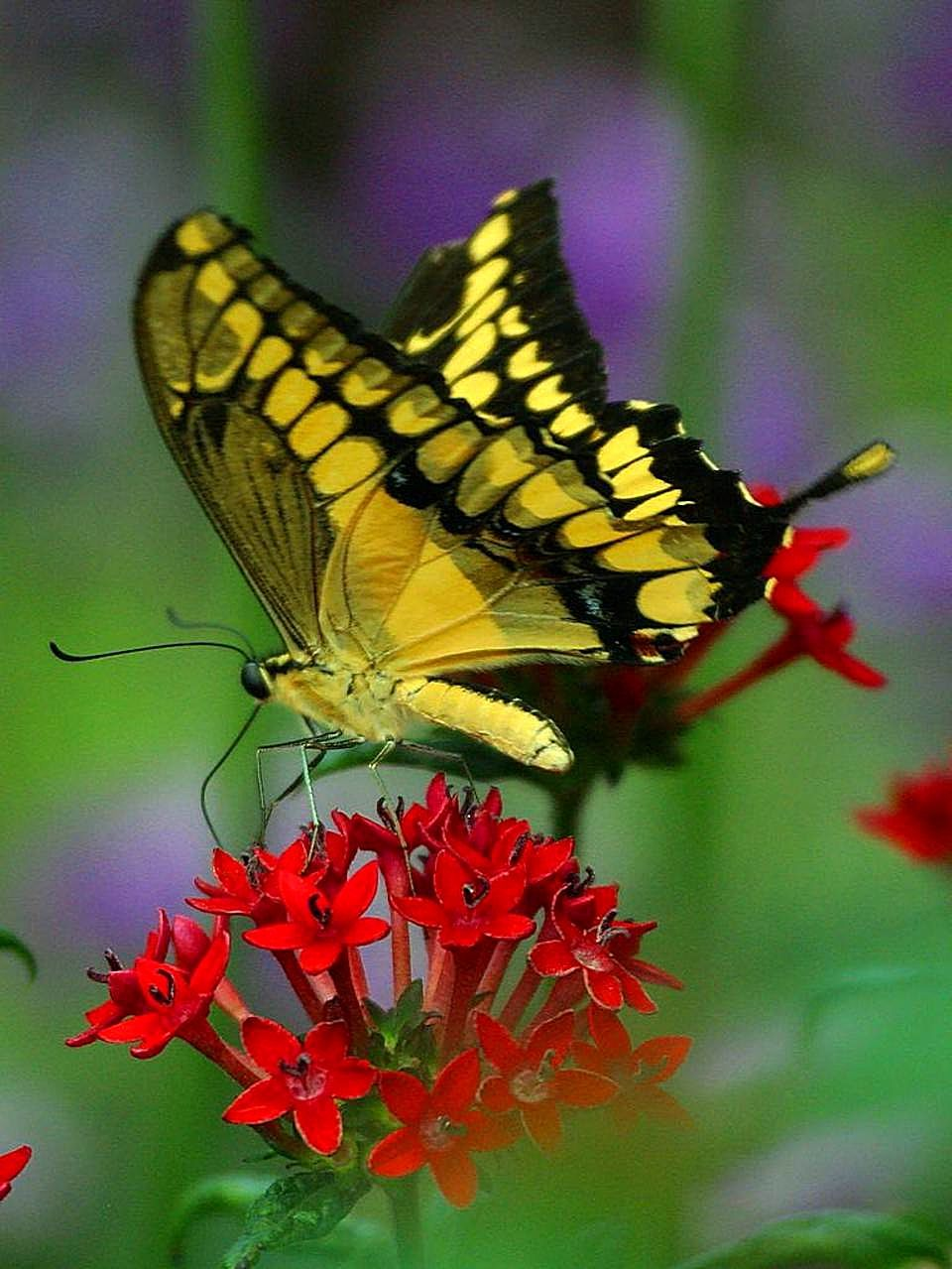